# Ranunculus humillimus
Ranunculus humillimus är en ranunkelväxtart som beskrevs av Wen Tsai Wang. Ranunculus humillimus ingår i släktet ranunkler, och familjen ranunkelväxter. Inga underarter finns listade i Catalogue of Life.